# Volbloed

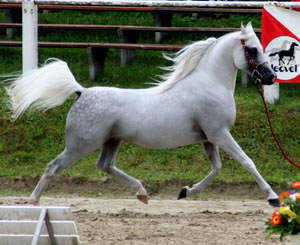
Arabische volbloed

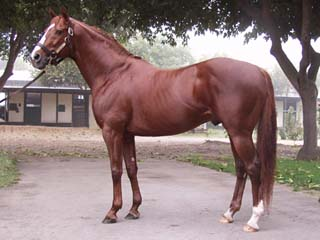
Engelse volbloed

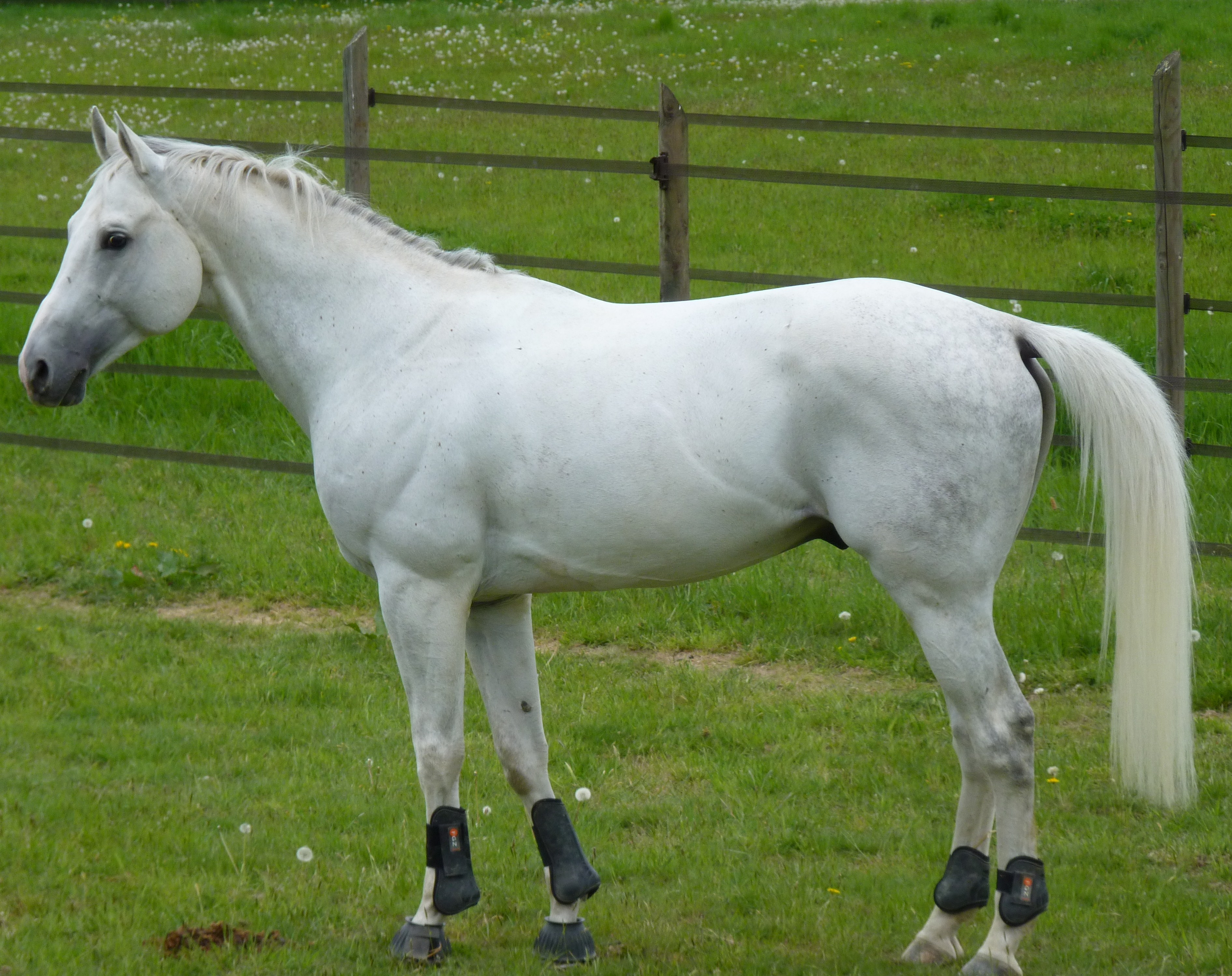
Anglo-Arabier

Volbloed is de samenvattende benaming voor drie paardenrassen, de Arabische volbloed, de Engelse volbloed en de kruising tussen deze beide, de Anglo-Arabier.

## Kenmerken
Kenmerken zijn een ranke bouw, een bescheiden schofthoogte - Arabieren komen vaak zelfs niet boven ponyhoogte uit - en een lange, gewelfde hals. Bij de Arabier valt bovendien vaak duidelijk het holle  profiel op (zie foto). Het temperament is 'vurig': dat wil zeggen dat de dieren zeer 'gretig' maar soms ook moeilijk te beheersen zijn. Volbloeden zijn bijzonder snel en zijn daarom bij uitstek geschikt voor paardenraces. Ze worden mede daarom onveranderlijk in verband gebracht met de adel en de hogere klassen in het algemeen. Deze drie rassen worden dan ook wel "edele rassen" genoemd.
Arabische volbloeden krijgen ter aanduiding de code 'ox' achter hun naam. Ze worden al eeuwenlang raszuiver gefokt - volgens de legende al sinds de dagen van Mohammed. 
Engelse volbloeden krijgen ter aanduiding de code 'xx' achter hun naam. Ze stammen af van drie Arabische hengsten, die in de achttiende eeuw met inheemse merries werden gekruist. Op de fok van volbloeden wordt bijzonder streng toegezien: een paard met één niet-volbloedige voorouder mag nimmer meer 'volbloed' worden genoemd. 
Naast deze twee rassen bestaat er de Anglo-Arabier. Dit is een kruising van de Arabier en de Engelse volbloed, die haar oorsprong heeft in Frankrijk. Deze paarden krijgen ter aanduiding een 'x' achter hun naam. Ook deze paarden blinken uit in snelheid, temperament en uithoudingsvermogen en worden veel ingezet in diverse takken van de paardensport waar deze eigenschappen van elementair belang zijn. Ook wordt de Anglo-Arabier gebruikt ter veredeling van andere rassen.

## Rasveredeling
Sinds de negentiende eeuw heeft men veel koudbloedrassen gekruist met volbloeden, om bepaalde gewenste eigenschappen - zoals de 'gretigheid' en de ranke bouw - over te brengen op de inheemse trek- en werkpaarden. Dit proces noemt men 'veredelen'. Veredelde rassen noemt men warmbloedrassen. Deze paarden zijn temperamentvol, rank gebouwd, meestal iets groter dan de volbloeden, en zeer geliefd als spring- en dressuurpaarden.

## Overige
- De Engelse volbloed wordt vaak kortweg 'volbloed' genoemd. De Arabische volbloed wordt  vaak kortweg 'Arabier' genoemd.